# Société aérienne bordelaise

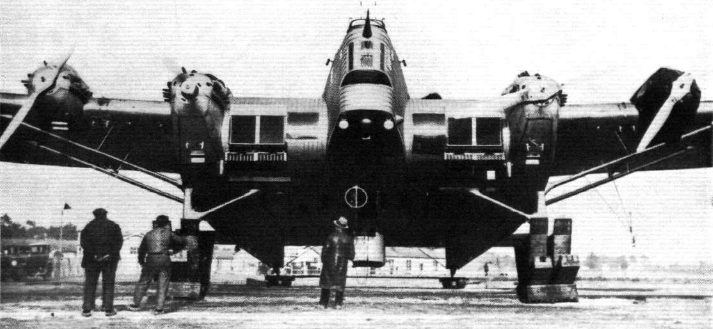
Le bombardier SAB AB-20 (1932).

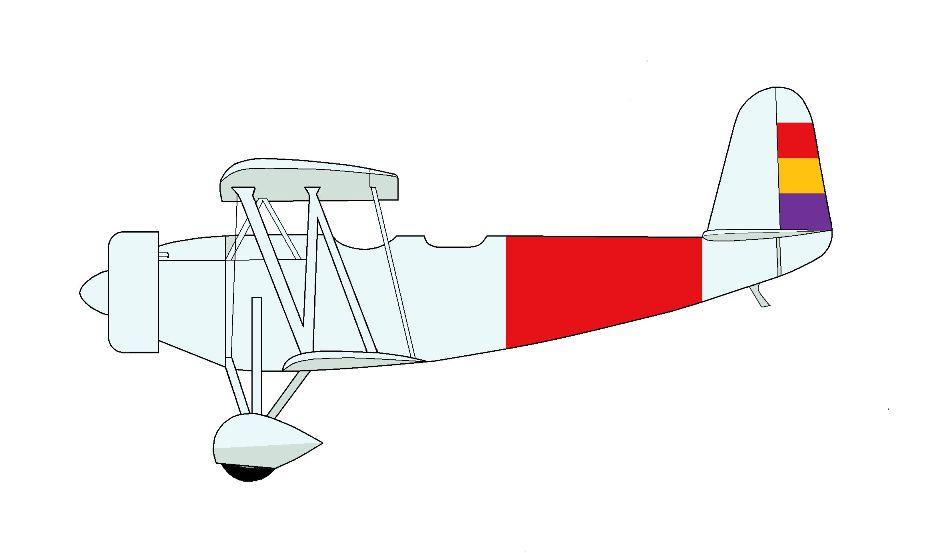
Avion d'entraînement SAB-SEMA 12 des Forces aériennes de la République espagnole. Los Alcázares (1937).

La Société Aérienne Bordelaise (SAB) est un constructeur aéronautique français de l'entre-deux-guerres.

## Historique
La Société Aérienne Bordelaise a été créée en 1930 comme filiale de la Société de travaux Dyle et Bacalan. Ses ateliers de construction étaient installés à Bacalan, Bordeaux.
Lors de la nationalisation des industries aéronautiques de 1936, l'usine de la SAB a été intégrée à la Société nationale des constructions aéronautiques du Sud-Ouest (SNCASO).

## Liste des appareils
- SAB-SEMA 10 (Société Aérienne Bordelaise avec  la Société d'Études de Materiel d'Aviation)
- SAB-SEMA 12 (Société Aérienne Bordelaise - Société d'Études de Materiel d'Aviation)
- SAB AB-20[4],[5]
- SAB AB-21[5],[6]
- SAB AB-22[5]
- SAB AB-80[5],[7]
- SAB DB-70[5] Transporteur lourd (28 hommes avec équipements et armements + 1 motocyclette)
- SAB DB-80[5]
- SAB DB-81[5]
- SAB LH-70 (a.k.a. Lorraine Hanriot LH-70)[8],[9]